# Ultimate w Polsce
Ultimate w Polsce – historia i współczesność gry zespołowej ultimate w Polsce.
W Polsce zarejestrowanych jest obecnie 78 klubów ultimate. Powoływane są reprezentacje narodowe (juniorskie i seniorskie) w kategoriach mixed, open i women. Polska zajmuje 24. miejsce na 59 krajów w rankingu WFDF.

## Historia
Początki polskiego ultimate sięgają 1996 roku, kiedy Goeffrey Schwartz, wykładowca z Wydziału Anglistyki UAM w Poznaniu, zaczął organizować pierwsze treningi dla swoich studentów. W 1997 roku, z inicjatywy Schwartza, w Poznaniu powstała pierwsza drużyna Ultimate Frisbee w Polsce (Dancing Goats), która wzięła udział w międzynarodowym turnieju w Bratysławie.
Prawdziwy rozwój ultimate w Polsce przypadł na początek na XXI wieku. Od 2005 roku kolejne drużyny zaczęły powstawać w Warszawie, Krakowie, Wrocławiu czy Trójmieście. W 2009 roku została powołana pierwsza reprezentacja Polski juniorów, a w 2011 roku pierwsza reprezentacja Polski seniorów. W 2011 roku Polskie Stowarzyszenie Graczy Ultimate stało się pełnoprawnym członkiem WFDF (World Flying Disc Federation). W 2015 roku warszawska drużyna Grandmaster Flash zdobyła tytuł Klubowych Mistrzów Europy. W 2017 roku zostaną rozegrane World Games we Wrocławiu, gdzie Ultimate Frisbee będzie stanowić jedną z dyscyplin.

## Polskie Stowarzyszenie Graczy Ultimate
Organizacją odpowiedzialną za organizację i rozwój ultimate w Polsce jest Polskie Stowarzyszenie Graczy Ultimate. Stowarzyszenie jest pełnoprawnym członkiem WFDF. Zajmuje się promocją sportu, odpowiada za reprezentacje narodowe oraz koordynuje rozgrywki o mistrzostwa Polski.

## Rozgrywki o Mistrzostwa Polski

### Mistrzostwa Polski Mixed
Pierwsze Otwarte Mistrzostwa Polski odbyły się w 2009 roku na boiskach warszawskiego AWF. Formuła zawodów dopuszczała udział zagranicznych drużyn. Turniej wygrała drużyna z Czech – Disc Tractor, a drużyna Grandmaster Flash uplasowała się na drugiej pozycji. Oficjalne turnieje o tytuł Mistrza Polski odbywają się od 2010 roku. Również od 2010 roku funkcjonuje portal scores.frisbee.pl zbierający wyniki i statystyki meczów. Od 2013 roku w turnieju mistrzowskim brało udział 16 najlepszych drużyn w Polsce wyłanianych w kwalifikacjach regionalnych. W 2019 po raz pierwszy zorganizowano rozgrywki II dywizji, jednocześnie ograniczono I dywizję do 12 drużyn.
| rok  | miejsce              | 1.                         | 2.                             | 3.                         | SOTG                                                     |
| ---- | -------------------- | -------------------------- | ------------------------------ | -------------------------- | -------------------------------------------------------- |
| 2010 | Sosnowiec            | Furious Goats Poznań       | Grandmaster Flash Warszawa     | Spirit on Lemon Sosnowiec  | Grandmaster Flash Warszawa                               |
| 2011 | Warszawa             | Furious Goats Poznań       | Grandmaster Flash Warszawa     | Spirit on Lemon Sosnowiec  | Grandmaster Flash Warszawa, Spirit on Lemon Sosnowiec    |
| 2012 | Wrocław              | Spirit on Lemon, Sosnowiec | Furious Goats, Poznań          | Grandmaster Flash Warszawa | BC Kosmodysk Warszawa                                    |
| 2013 | Opalenica            | Grandmaster Flash Warszawa | Spirit on Lemon, Sosnowiec     | Furious Goats, Poznań      | BC Kosmodysk Warszawa                                    |
| 2014 | Łódź                 | Grandmaster Flash Warszawa | muJAHedni dysku Warszawa       | Spirit on Lemon, Sosnowiec | BC Kosmodysk Warszawa                                    |
| 2015 | Kamieniec Wrocławski | Grandmaster Flash Warszawa | Flow AZS AWF Wrocław           | muJAHedni dysku Warszawa   | BC Kosmodysk Warszawa, Zawierucha Warszawa, RJP Warszawa |
| 2016 | Poznań               | Grandmaster Flash Warszawa | KWR Knury Kamieniec Wrocławski | Flow AZS AWF Wrocław       | Brave Beavers Dopiewo                                    |
| 2017 | Wrocław              | Grandmaster Flash Warszawa | KWR Knury Kamieniec Wrocławski | muJAHedni dysku Warszawa   | Flow AZS AWF Wrocław                                     |
| 2018 | Opalenica            | Flow AZS AWF Wrocław       | KWR Knury Kamieniec Wrocławski | muJAHedni dysku Warszawa   | muJAHedni dysku Warszawa                                 |
| 2019 | Opalenica            | Flow AZS AWF Wrocław       | muJAHedini dysku Warszawa      | Grandmaster Flash Warszawa | Flow AZS AWF Wrocław, muJAHedini Dysku Warszawa          |
| 2020 | –                    | –                          | –                              | –                          | –                                                        |

Rozgrywki w 2020 roku zostały odwołane z uwagi na pandemię COVID-19.

### Mistrzostwa Polski Open / Women
Mistrzostwa Polski w kategorii open i women organizowane są od 2013 roku.
| rok  | miejsce                | open               | open            | open            | open                                             | women             | women           | women           | women             |
| rok  | miejsce                | 1.                 | 2.              | 3.              | SOTG                                             | 1.                | 2.              | 3.              | SOTG              |
| ---- | ---------------------- | ------------------ | --------------- | --------------- | ------------------------------------------------ | ----------------- | --------------- | --------------- | ----------------- |
| 2013 | Kraśnik                | Mojra Warszawa     | Uprising        | Girls Stay Home | Frisbnik Rybnik                                  | Troubles Warszawa | 4hands Warszawa | Tłuste Dyski    | Tłuste Dyski      |
| 2014 | Świecie                | Mojra Warszawa     | Uprising        | Girls Stay Home | Astro Disco Bydgoszcz                            | Troubles Warszawa | Whatever        | 4hands Warszawa | Troubles Warszawa |
| 2015 | Kraków                 | Girls Stay Home    | Mojra Warszawa  | Uprising        | Pulsar Warszawa                                  | Troubles Warszawa | Whatever        | Donuts Warszawa | Troubles Warszawa |
| 2016 | Bydgoszcz              | Mojra Warszawa     | Girls Stay Home | Perun           | Discover Warszawa, Perun, Fryderyk Open Warszawa | Troubles Warszawa | Whatever        | Flowers Wrocław | Flowers Wrocław   |
| 2017 | Czechowice – Dziedzice | Girls Stay Home    | Mojra Warszawa  | Uprising        | Discover Warszawa                                | Troubles Warszawa | Flowers Wrocław | –               | Flowers Wrocław   |
| 2018 | Miętne                 | Girls Stay Home    | Mojra Warszawa  | Uprising        | Discover Warszawa                                | Troubles Warszawa | Flowers Wrocław | Lost’n’Found    | Flowers Wrocław   |
| 2019 | Łódź                   | The Bridge Wrocław | Uprising        | Mojra Warszawa  | The Bridge Wrocław                               | Troubles Warszawa | Flowers Wrocław | Lost’n’Found    | Flowers Wrocław   |
| 2020 | –                      | –                  | –               | –               | –                                                | –                 | –               | –               | –                 |

Rozgrywki w 2020 roku zostały odwołane z uwagi na pandemię COVID-19.

### Halowe Mistrzostwa Polski
Od 2011 w Polsce organizowane są również Halowe Mistrzostwa Polski. Wyniki turniejów dostępne są na portalu scores.frisbee.pl.

## Reprezentacja Polski

### Seniorzy
| Rok  | Turniej                                       | mixed   | open     | women |
| ---- | --------------------------------------------- | ------- | -------- | ----- |
| 2011 | European Ultimate Championship, Maribor       | 7/15    | –        | –     |
| 2015 | European Ultimate Championships, Kopenhaga    | 11/18   | 17/17    | 15/19 |
| 2016 | World Ultimate and Guts Championships, Londyn | 9-12/30 | 21-24/31 | –     |
| 2017 | World Games, Wrocław                          | 6/6     | –        | –     |
| 2019 | European Ultimate Championships, Gyor         | 9/19    | 18/20    | 13/15 |
| 2023 | European Ultimate Championships, Limerick     | 7/17    | –        | 13/13 |

### Juniorzy
| Rok  | Turniej                                           | kategoria wiekowa | mixed | open     | women |
| ---- | ------------------------------------------------- | ----------------- | ----- | -------- | ----- |
| 2009 | European Youth Ultimate Championships, Wiedeń     | U19               | –     | 16/16    | –     |
| 2010 | World Under 23 Ultimate Championships, Florencja  | U23               | 4/8   | –        | –     |
| 2011 | European Youth Ultimate Championships, Wrocław    | U19               | –     | 11/13    | 8/9   |
| 2014 | World Junior Ultimate Championships, Lecco        | U19               | –     | 13-14/24 | ?     |
| 2015 | World Under 23 Ultimate Championships, London     | U23               | –     | 18/20    | –     |
| 2015 | European Youth Ultimate Championships, Frankfurt  | U20               | –     | 14/16    | –     |
| 2016 | World Junior Ultimate Championships, Wrocław      | U20               | –     | 15/29    | 16/20 |
| 2019 | World Under 24 Ultimate Championships, Heidelberg | U24               | 8/21  | –        | –     |

### Plażowe Ultimate
| Rok  | Turniej                                                  | mixed | open  | women | mixed masters |
| ---- | -------------------------------------------------------- | ----- | ----- | ----- | ------------- |
| 2011 | World Championships of Beach Ultimate, Lignano           | 7/22  | –     | –     | –             |
| 2013 | European Championships of Beach Ultimate, Callafel       | 8/18  | 10/16 | 12/16 | –             |
| 2017 | World Championships of Beach Ultimate, Royan             | 28/32 | 20/23 | –     | –             |
| 2019 | European Championships of Beach Ultimate, Praia da Rocha | 9/18  | 4/13  | –     | 9/12          |

## Klubowe Mistrzostwa Europy i Świata

### European Ultimate Club Series
W 2013 roku po raz pierwszy w historii polskie drużyny Uprising (w kategorii open) oraz Spirit on Lemon (w kategorii mixed) uzyskały awans w kwalifikacjach regionalnych i wystąpiły w finałach Klubowych Mistrzostw Europy (European Ultimate Club Finals). W 2014 roku w finałach europejskich rozgrywek wzięły udział 2 polskie drużyny mieszane Grandmaster Flash Warszawa oraz Flow AZS AWF Wrocław. Grandmaster Flash uległ w finale francuskiemu Sun 13:14, zajmując drugie miejsce, natomiast drużyna Flow AZS AWF Wrocław uplasowała się na czwartym miejscu. W 2015 historyczny awans w kategorii kobiecej uzyskała drużyna Whatever, natomiast Grandmaster Flash poprawił wynik sprzed roku i zdobył tytuł Mistrza Europy w kategorii mieszanej. W 2016 roku awans na klubowe mistrzostwa Europy uzyskały 2 drużyny kobiece: Troubles oraz ponownie Whatever. Drużyna Troubles zajęła czwarte miejsce. W 2017 roku awans na mistrzostwa uzyskała ponownie drużyna Troubles w kategorii kobiecej oraz drużyna Girls Stay Home w kategorii open.

### World Ultimate Club Championships
Po raz pierwszy polska drużyna, Grandmaster Flash Warszawa, wystąpiła na Klubowych Mistrzostwach Świata w 2010 roku w Pradze. Zajęła 32. miejsce na 40 drużyn w kategorii mieszanej.
W 2014 roku na Klubowych Mistrzostwach Świata WUCC 2014 w Lecco wystąpiły 2 drużyny z Polski: Grandmaster Flash Warszawa w kategorii mieszanej (26. miejsce) oraz Mojra Warszawa w kategorii open (48. miejsce).

## Polskie ligi i turnieje

### Warszawska Liga Ultimate
Rozgrywki o tytuł Mistrza Warszawy (sezon letni) i Halowego Mistrza Warszawy (WLU* – sezon zimowy) organizowane od 2009 roku. Początkowo rozgrywki organizowane w kategorii mixed lub easy-mixed. W sezonie 2012/13 w rozgrywkach halowych dołączono kategorie open i women. W 2016 roku w zimowej edycji ligi WLU* wzięło udział 9 drużyn damskich, 14 drużyn open oraz 16 drużyn mieszanych. Od 2011 roku wszystkie wyniki są rejestrowane na scores.frisbee.pl.

### Poligon – Śląska Liga Ultimate
Poligon jest ligą ultimate powstałą w 2016 roku i przeznaczoną dla drużyn mieszanych z południa Polski i północy Czech i Słowacji.

### NPUL – Północna Liga Ultimate (North Poland Ultimate League)
NPUL jest regularną ligą Ultimate w regionie północnym kraju. Pod tym szyldem odbywały się nieregularne rozgrywki od 2009 roku, natomiast zimą od 2016 odbywają się już regularne kolejki z podziałem na sezon letni (trawiasty) i zimowy (halowy).

### Sandslash
Sandslash jest najstarszym i największym plażowym turniejem w Polsce. Organizowany jest przez drużynę Grandmaster Flash od 2008 roku. Oficjalna strona turnieju – sandslash.pl.

### Józbee
Józbee jest najstarszym turniejem halowym w Polsce. Pierwsza edycja odbyła się w 2006 roku. Początkowo turniej rozgrywany był w kategorii mixed, ale od 2011 roku rozgrywki rozgrywane są w kategoriach open i women.

### Dragon Cup
Turniej w formule „hat”, gdzie zawodnicy zgłaszają się indywidualnie i grają w losowo tworzonych drużynach na potrzeby zawodów. Mają 36 godzin na poznanie siebie oraz swoich umiejętności, przygotowanie taktyki i zgranie się, żeby zwyciężyć w meczach z innymi zespołami, stworzonymi w podobny sposób. To też tradycyjnie ostatni turniej sezonu outdoorowego, w którym bardziej niż rywalizacja sportowa, liczy się miła atmosfera na boisku i poza nim.